# Peromyia spinigera
Peromyia spinigera är en tvåvingeart som beskrevs av Jaschhof 2004. Peromyia spinigera ingår i släktet Peromyia och familjen gallmyggor. Inga underarter finns listade i Catalogue of Life.